# Jung Hong-won
Jung Hong-won (kor. 정홍원, ur. 9 października 1944 w Hadong) – południowokoreański prawnik i polityk, prokurator. Premier Korei Południowej od 26 lutego 2013 do 16 lutego 2015.

## Życiorys
Jung Hong-won urodził się w 1944 w powiecie Hadong. W 1963 ukończył wyższą szkołę pedagogiczną w Jinju. W latach 1963–1970 pracował jako nauczyciel w jednej ze szkół podstawowych w Seulu. W 1971 ukończył prawo na stołecznym Uniwersytecie Sungkyunkwan, a w następnym roku zdał egzamin prawniczy i został przyjęty do palestry.
W 1974 rozpoczął wieloletnią pracę w prokuraturze. Początkowo, od 1974 do 1983 był prokuratorem w Pusan, a następnie w Masan (1986–1987) oraz ponownie w Pusan (1988–1989). W latach 1983–1986 pracował jako prokurator w strukturach Ministerstwa Spraw Wewnętrznych. Od 1989 do 1993 pełnił funkcje kierownicze w Prokuraturze Generalnej. W kolejnych latach był prokuratorem w różnych oddziałach prokuratury, w tym w Seulu (1993–1995), Daejeon (1995), Pusan (1995–1997), ponownie w Seulu (1997–1999), Gwangju (1999 oraz 2000–2002), Pusan (2002–2003).
W latach 2004–2006 pełnił funkcję komisarza w Narodowej Komisji Wyborczej. Od 2008 do 2011 był prezesem Koreańskiego Stowarzyszenia Pomocy Prawnej. W 2012 kierował procesem nominacji kandydatów partii Saenuri przed wyborami prezydenckimi z 19 grudnia 2012, w których zwycięstwo odniosła Park Geun-hye. 8 lutego 2013 został desygnowany przez nową prezydent elekt na stanowisko premiera Korei Południowej. 26 lutego 2013, dzień po objęciu urzędu przez Park, parlament zaakceptował jego kandydaturę głosami 197 do 67. 27 kwietnia 2014 podał się do dymisji, ponosząc odpowiedzialność za katastrofę promu Sewol, w której zginęło ponad 200 osób.